# ذا واريورز (لعبة فيديو)
هي لعبة فيديو عالم مفتوح قتال شوارع اكشن طورت من قبل روكستار تورونتو والتي نشرتها روكستار جيمز صدارت عام 2005 ذا واريورز هي لعبة مقتبسة من فيلم ذا واريورز عام 1979 الذي هو بدوره مقتبس من رواية مستوحاه من أحداث ذا برونكس في نيويوك، لحياة العصابات في سنة 1970 ، و تتميز اللعبة بنطاق واسع للمشاجرة في بيئات ثلاثية الابعاد تتخللها أنشطة أخرى مثل مطاردة متوالياة .